# Virtus Entella
Virtus Entella, thường được gọi là Entella là một câu lạc bộ bóng đá Ý có trụ sở tại Chiavari, Liguria. Họ đã hoàn thành vị trí đầu tiên tại Serie C cho mùa giải 2018-19 sau đó. Họ sẽ trở lại thi đấu tại Serie B cho mùa giải 2019-2020.

## Lịch sử

### 1914: Thành lập
Câu lạc bộ được thành lập vào năm 1914 với tên gọi Foot-Ball Club Entella. Nó lấy tên từ dòng sông Entella, chảy giữa Chiavari và Lavagna.

### 2001: Phá sản
Câu lạc bộ bóng đá Entella đã phá sản vào năm 2001.

### 2002: Tái lập
Đội đã được giới thiệu lại vào năm 2002 với tên Unione Sportiva Valle Sturla Entella. Vào mùa hè năm 2010, nó được đổi tên thành Virtus Entella, sau khi tham gia Lega Pro Seconda Divisione. Vào mùa hè 2012, lần đầu tiên Virtus Entella được thăng cấp lên Lega Pro Prima Divisione để lấp đầy chỗ trống đã tạo. Họ đã hoàn thành mùa giải 2012-13 ấn tượng, tham gia vào trận play-off thăng hạng, nơi họ đã bị đánh bại bởi Lecce trong trận bán kết.
Trong mùa giải 2013*14, Virtus Entella đã tham gia Girone A của giải hạng ba Ý, và đứng đầu giải đấu trong hầu hết các mùa. Vào ngày 4 tháng 5 năm 2014, chiến thắng 2-1 trên sân Cremonese trong ngày cuối cùng của mùa giải đã bảo đảm cho Virtus Entella danh hiệu vô địch giải đấu và một vị trí tham gia 2014-15 Serie B, trong lần xuất hiện đầu tiên của câu lạc bộ ở Ý bậc thứ hai.

### 2014: Thời kỳ Serie B
Đội được thăng hạng ở Serie B lần đầu tiên trong lịch sử năm 2014. Trong mùa giải 2014-15, họ lại xuống hạng một lần nữa, trong trận playoff xuống hạng khi họ thua Modena. Nhưng sau khi xuống hạng của Calcio Catania đến Lega Pro vì gian lận thể thao, nó đã được nhận lại cho Serie B. Virtus Entella xếp hạng 19 khi kết thúc mùa giải 2017-18 và thua trận play-off xuống hạng trước Ascoli bởi vì là đội xếp hạng thấp hơn sau tổng tỷ số chung cuộc là 0-0.

### 2018: Quay trở lại Serie C
Đội trở lại tầng thứ ba của Ý, bây giờ được đặt tên là Serie C cho mùa giải 2018-19. Trong mùa giải, họ cũng thi đấu tại ấn tượng tại vòng loại khi bất ngờ vào vòng 16 của 20181-19 Coppa_Italia, đánh bại Genoa trên chấm phạt đền.

## Chủ tịch và quản lý
Antonio Gozzi là Chủ tịch của Virtus Entella từ năm 2007. Ông bị bắt và thả vào tháng 3 năm 2015.